# Daewi

La insignia de rango del Daewi.

Daewi o Taewi ("Gran Líder") es un rango militar en los ejércitos de Corea del Sur y Corea del Norte.
En Corea del Sur, Daewi es un rango militar utilizado en el ejército de Corea del Sur. El rango se considera equivalente a un capitán en muchos ejércitos y fuerzas aéreas occidentales ya un teniente completo en muchas armadas.
En el ejército de Corea del Norte, corresponde a un capitán superior del ejército o la fuerza aérea, un rango entre el capitán y el comandante de los EE. UU. Un Daewi en la Armada de Corea del Norte correspondería, de manera equivalente, a un teniente mayor, un rango entre el teniente y el teniente comandante de la Armada de los Estados Unidos.